# Urubu negru
Urubul negru (Coragyps atratus) este o specie de păsări din familia Cathartidae, unicul reprezentant al genului Coragyps. Areal său se întinde din sud-estul Statelor Unite până în Peru, Chile central și Uruguay în America de Sud.

## Taxonomie
Naturalistul american William Bartram a scris despre urubul negru în cartea sa Bartram's Travels (Călătoriile lui Bartram) din 1791, numindu-l Vultur atratus, „vulturul negru” sau „corbul mortului”. Lucrarea lui Bartram a fost respinsă în scopuri nomenclatorice de către Comisia Internațională de Nomenclatură Zoologică, deoarece autorul nu a utilizat în mod consecvent sistemul de nomenclatură binomială. Ornitologul german Johann Matthäus Bechstein a descris oficial specia folosind același nume în 1793, în traducerea sa din A General Synopsis of Birds scrisă de John Latham. Numele speciei, ātrātus, înseamnă „îmbrăcat în negru”, din latinescul āter 'negru mat'.
Vieillot a definit genul Catharista în 1816, enumerând ca specie tip C. urubu. Naturalistul francez Emmanuel Le Maout a plasat în genul său actual Coragyps (ca C. urubu) în 1853. Isidore Geoffroy Saint-Hilaire a fost enumerat ca autor în trecut, dar nu a publicat nicio descriere oficială. Numele genului înseamnă „corb-vultur”, de la o contracție a grecescului corax/κόραξ și gyps/γὺψ pentru păsările respective.
Uniunea Ornitologilor Americani a folosit inițial numele Catharista atrata înainte de a adopta numele lui Vieillot (Catharista urubu) în cea de-a treia ediție. La cea de-a patra ediție, au adoptat numele actual.
Există trei subspecii de urubu negru american:
- Coragyps atratus atratus – denumit de ornitologul Johann Matthäus Bechstein în 1793, este cunoscut ca „urublul negru nord-american”. Este subspecia tipică. Are aproximativ aceeași mărime ca Coragyps atratus foetens , dar penajul său nu este la fel de închis la culoare. Distribuția sa se întinde din nordul Mexicului, Texas și sudul Statelor Unite până la nord și sud de Carolina de Nord și Carolina de Sud.
- Coragyps atratus foetens – denumit de Charles Lucien Bonaparte în 1850, este cunoscut drept „urublul negru al Americii de Sud”. Este mai mic decât C. a. a. atratus și C. a. foetens. Este răspândit în America Centrală și în nordul Americii de Sud. În sud, se găsește din regiunile de coastă din Peru, în vest, până în câmpiile estice din Bolivia, în est. În nord, poate fi găsit în Sonora, în vestul Mexicului, și în San Luis Potosí, în est. Nu se găsește în regiunile cu altitudine ridicată.
- Coragyps atratus brasiliensis – denumită de Martin Lichtenstein în 1817, este cunoscută sub numele de „urublul negru andin”. Are aproximativ aceeași mărime cu C. a. atratus. Poate fi întâlnită în zona andină, din nordul Ecuadorului, prin Peru, nordul Boliviei, Paraguay, Uruguay și zonele joase din Chile.

## Descriere

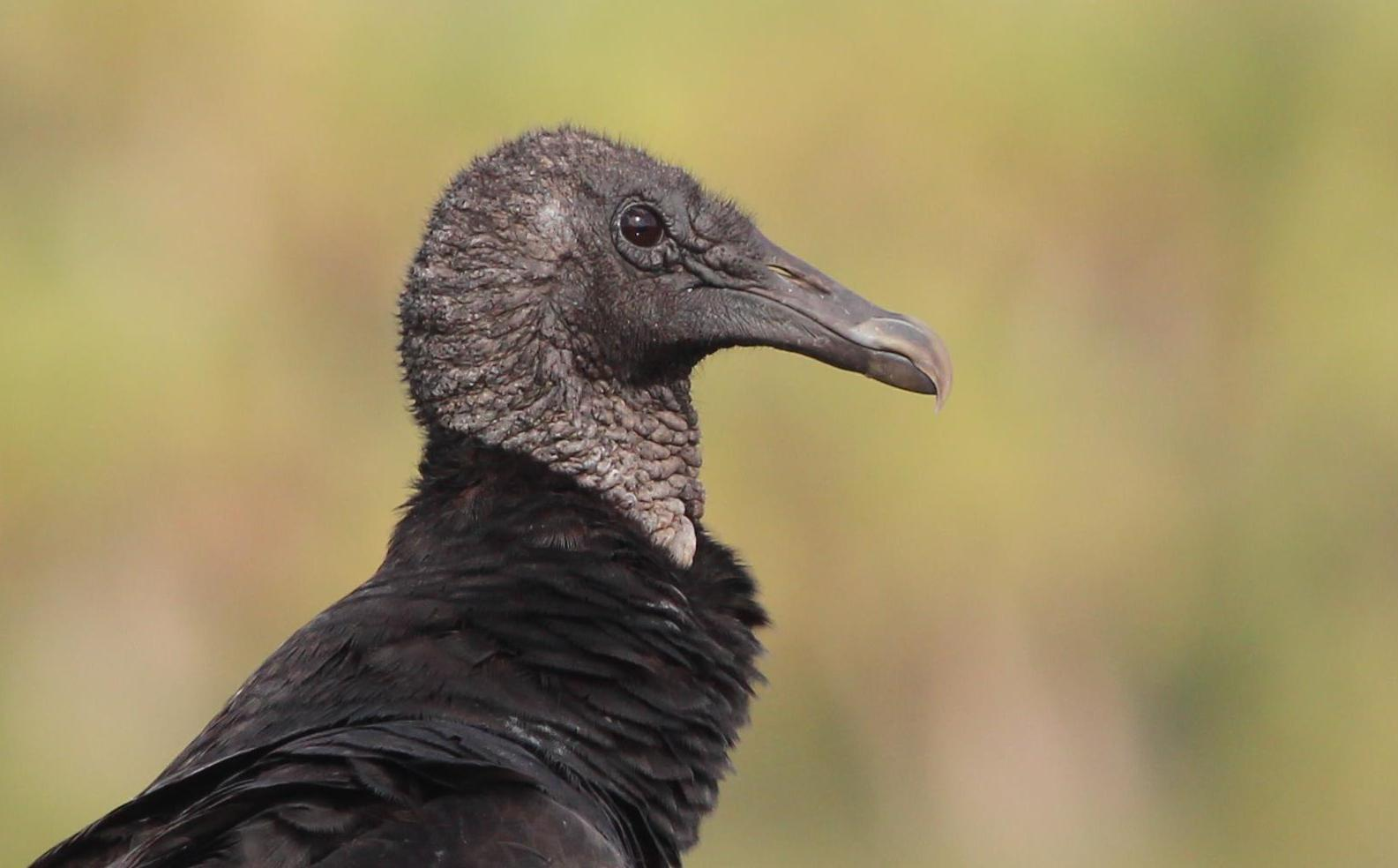
Capul unui adult

Urubul negru este un necrofag destul de mare, măsurând 56-74 cm în lungime, cu o anvergură a aripilor de 1,33-1,67 metri. Greutatea vulturilor negri din America de Nord și Anzi variază de la 1,6 la 3 kg, dar la vulturii mai mici din zonele tropicale joase este de 1,18-1,94 kg. S-a constatat că 50 de vulturi din Texas aveau în medie 2,15 kg, în timp ce 119 păsări din Venezuela aveau în medie 1,64 kg.
Osul extins al aripilor măsoară 38,6-45 cm, coada scurtă măsoară 16-21 cm, iar tarsul relativ lung măsoară 7-8,5 cm. Penajul său este în principal negru lucios. Capul și gâtul sunt lipsite de pene, iar pielea este gri închis și încrețită. Irisul ochiului este maro și are un singur rând incomplet de gene pe pleoapa superioară și două rânduri pe pleoapa inferioară. Picioarele sunt alb-cenușii, în timp ce cele două degete din față ale piciorului sunt lungi și au mici pânze la baza lor.
Nările nu sunt împărțite de un sept, ci sunt perforate; se poate vedea prin cioc din lateral. Aripile sunt late, dar relativ scurte. Bazele penelor primare sunt albe, producând o pată albă pe partea inferioară a marginii aripii, care este vizibilă în zbor. Coada este scurtă și pătrată, ajungând abia dincolo de marginea aripilor îndoite.

## Relația cu oamenii
Urubul negru este considerat o amenințare de către crescătorii de vite din cauza prădării de către acesta a vițeilor nou-născuți. Dejecțiile produse de urubii negri pot afecta sau ucide copacii și alte vegetații. Ca măsură de apărare, vulturii „regurgitează o vomă puturoasă și corozivă”.
Pasărea poate reprezenta o amenințare pentru siguranța traficului aerian, în special atunci când se adună în număr mare în apropierea gropilor de gunoi — cum este cazul Aeroportului Internațional Tom Jobim din Rio de Janeiro.
Urubul negru poate fi ținut în captivitate, deși Legea privind Tratatul privind păsările migratoare permite acest lucru numai în cazul animalelor care sunt rănite sau incapabile să se întoarcă în sălbăticie.

## Galerie

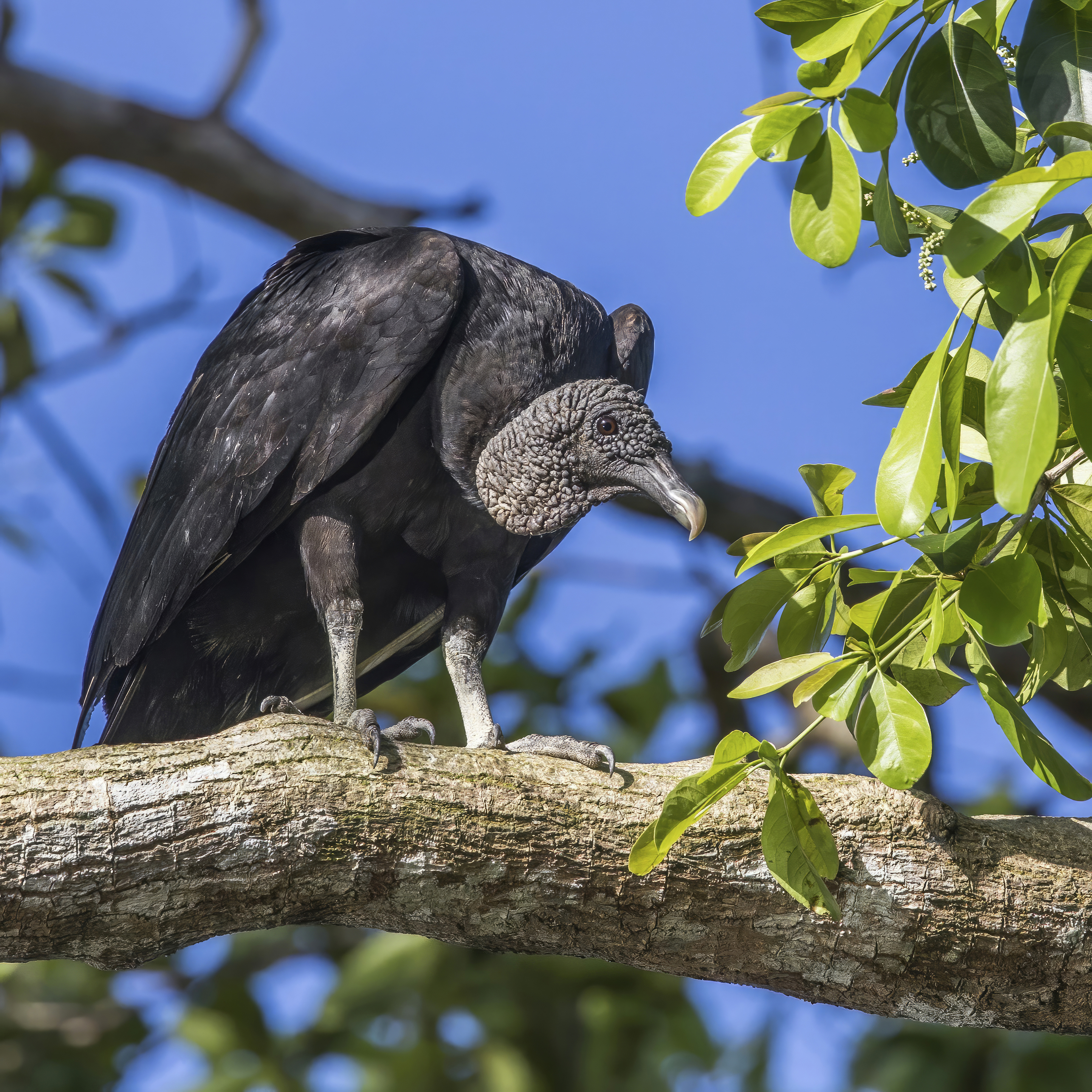
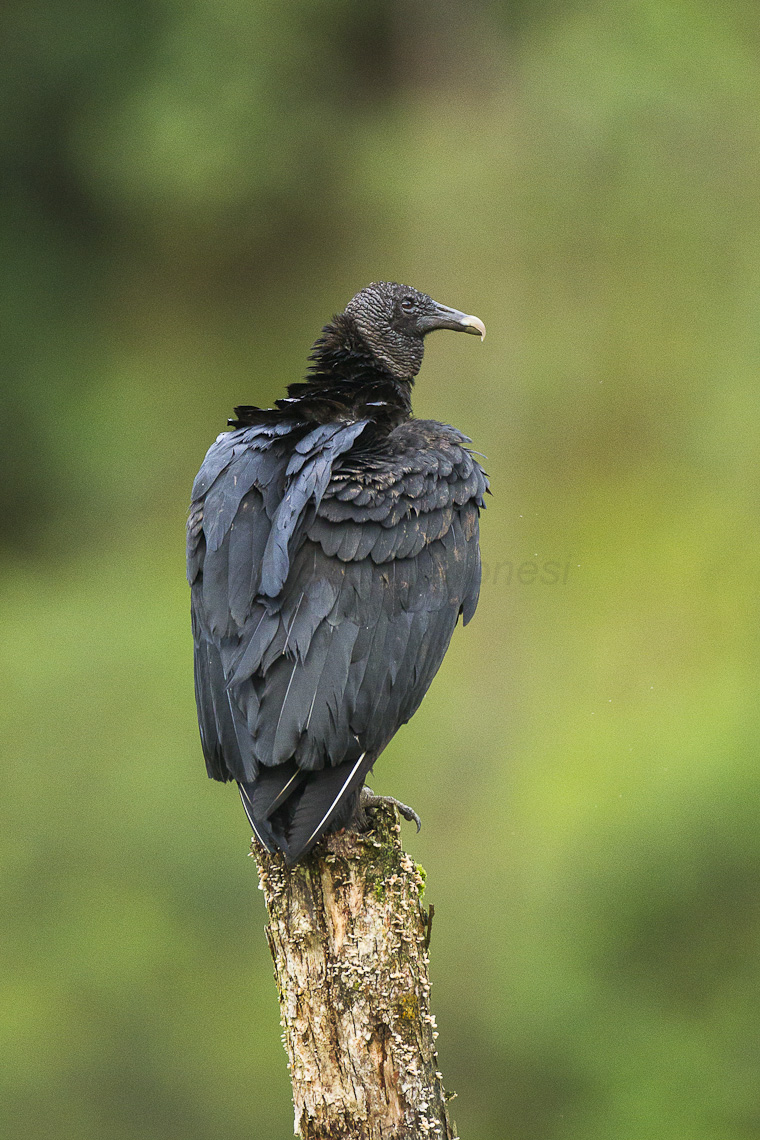
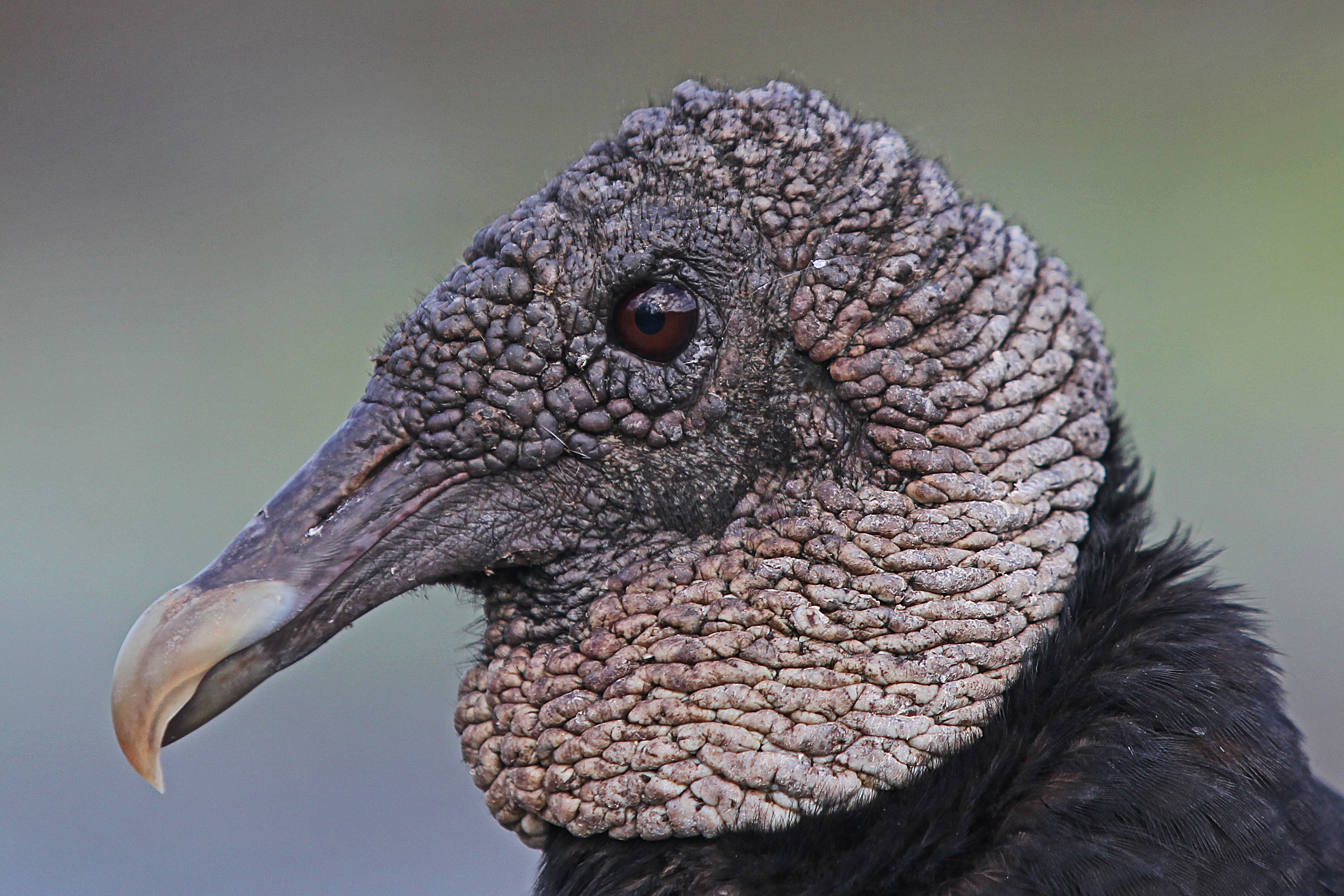
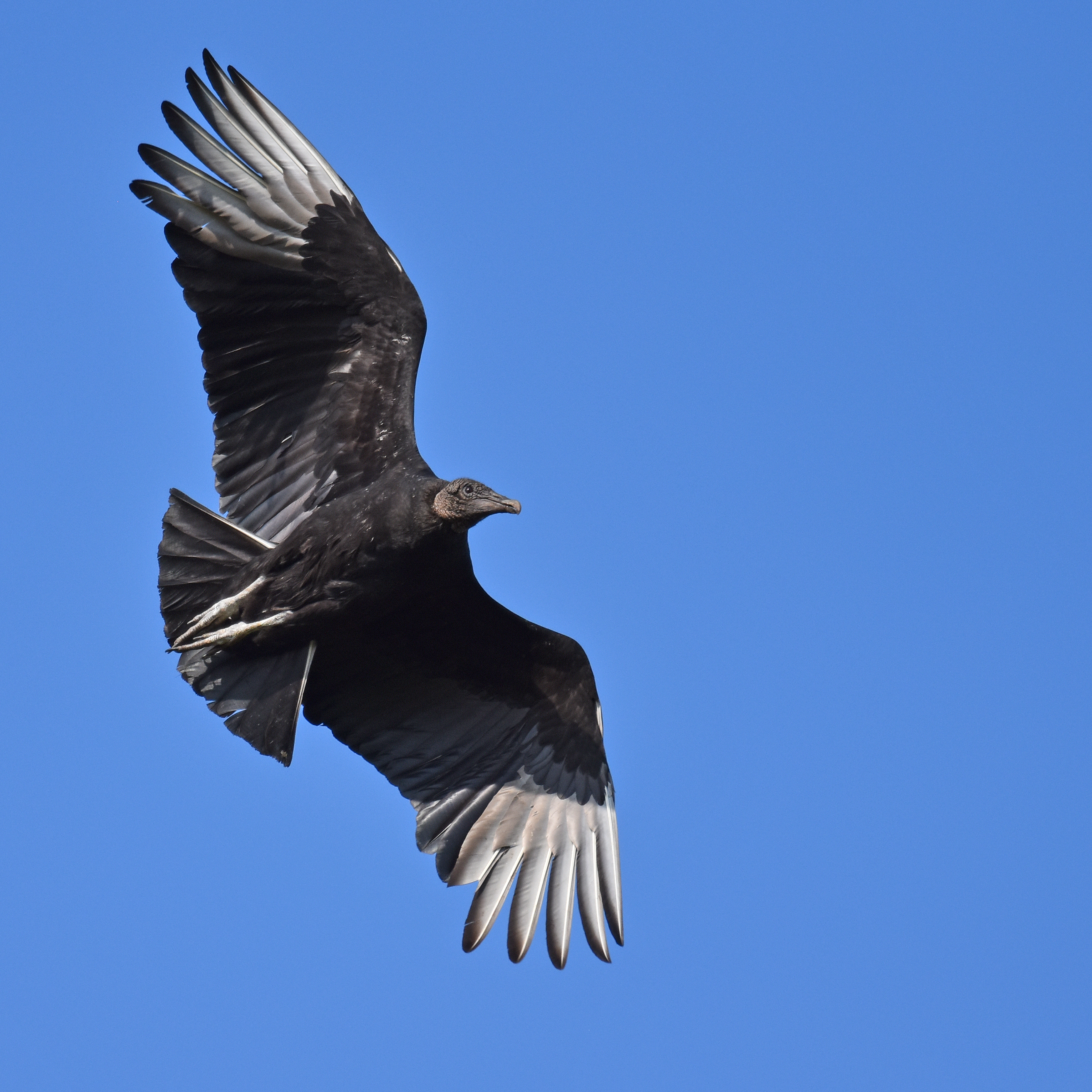